# Olof Werling Melin
Olof Werling Melin, född 2 augusti 1861 i Göteborg, död den 15 januari 1940 i Stockholm, var en svensk militär och skaparen av det mest kända svenska systemet för stenografi, det så kallade Melins system.
Melin började sin militära bana vid Elfsborgs regemente, där han blev major 1908, och slutade som överste och chef för Bohusläns regemente 1915–1921.
Han var vice ordförande i Svenska Gabelsberger-Stenografföreningen, bildad 1889. Han utgav 1890 Lärobok i stenografi efter Gabelsbergers system för militärer och skapade med utgångspunkt från Gabelsbergers stenografi en svensk snabbskrift som byggde på ljudens frekvens i det svenska språket. Han publicerade så 1892 sin Lärobok i Förenklad snabbskrift av O. W. Melin. Melins förenklingar följde i stort maximen "Inga regler, inga undantag". Det är en mycket konsekvent stenografi som tack vare att den följer (det svenska) språket så väl ger en lättare inlärning än tidigare system. Med Melins originalsystem kan en hastighet om cirka 200 stavelser per minut uppnås. 
1896 infördes Melins system som obligatoriskt läroämne på Frans Schartaus Handelsinstitut i Stockholm och Göteborgs handelsinstitut. Samma år bildades Melinska stenografföreningen i Stockholm.
Stenografi användes allmänt inom förvaltningen och Melins lärobok såldes i mer än 150 000 exemplar.
Efter sin pensionering sammanställde Melin sin forskning om stenografi i boken Stenografiens historia i två band vilka utkom 1927-29.
Den första revy som revyartisten Karl Gerhard skrev 1916, handlade om Melin. Revyns namn var "Melins system".